# Facidia saalmuelleri
Facidia saalmuelleri là một loài bướm đêm trong họ Erebidae.